# 19140 Jansmit
19140 Jansmit (1989 RJ2) là một tiểu hành tinh vành đai chính được phát hiện ngày 2 tháng 9 năm 1989 bởi C. S. Shoemaker và E. M. Shoemaker ở Palomar.